# Sophie Cross
Sophie Cross is een Frans-Duits-Belgische politieserie geregisseerd door Frank Van Mechelen naar een script van Paul Piedfort.
De serie kwam tot stand als coproductie van studio France.tv, Les Gens (de Franstalige afdeling van het Vlaamse productiehuis De Mensen), ndF international Production, Gardner & Domm, ARD Degeto en de Waalse televisiezender RTBF, in samenwerking met France Télévisions en financiële steun van Screen Flanders.

## Plotbeschrijving
De advocaat Sophie woont met haar man Thomas, commissaris van politie, en hun vijfjarige zoontje Arthur in een huis aan de rand van de duinen en een strand aan de Noordzee. Wanneer het jongetje op een dag aan het vliegeren is in de duinen, krijgt Sophie een telefoontje van haar advocatenkantoor, en let ze 30 seconden niet op haar zoontje, die prompt verdwijnt zonder een spoor achter te laten. Alleen zijn rode vlieger wordt in de bosjes teruggevonden. Bij gebrek aan een verzoek tot losgeld loopt het politieonderzoek vast. 
Het lukt Sophie niet om het verleden te laten rusten. Ze geeft haar carrière als advocaat op, laat zich omscholen tot rechercheur bij de afdeling moordzaken, en sluit zich aan bij de eenheid waar haar man de leiding heeft, om om die manier verder te kunnen zoeken naar sporen om Arthur terug te vinden. 
Eenmaal aan het werk blijkt Sophie een vasthoudende agent die haar tanden in elke zaak zet en zo met haar team verschillende moordzaken weet op te lossen. Ondertussen komt ze steeds een stapje verder in haar persoonlijke zoektocht naar haar verdwenen zoontje. 

## Rolverdeling
- Het gezin van Sophie Cross
  - Alexia Barlier: Sophie Cross

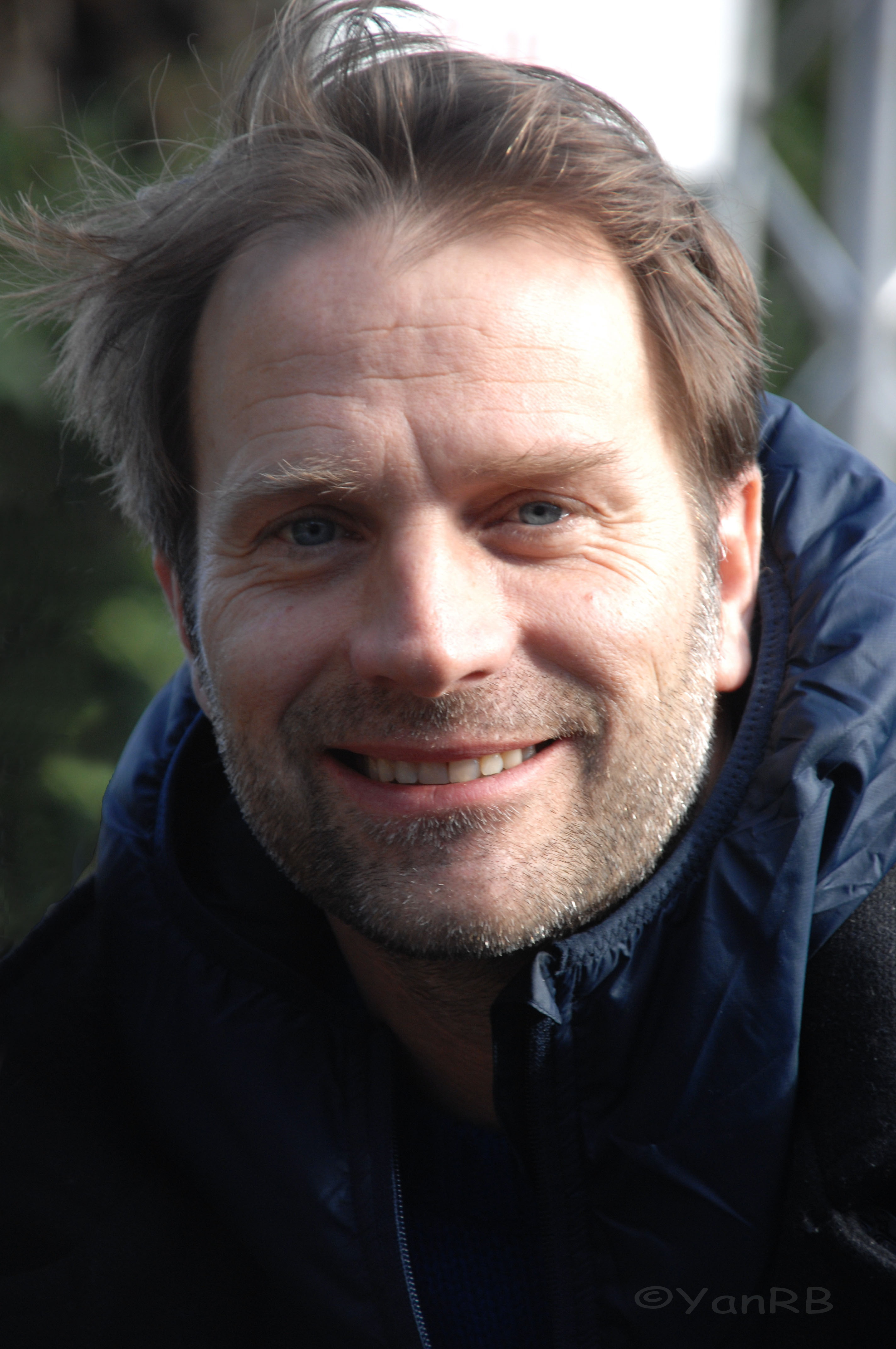
Thomas Jouannet (speelt commissaris Thomas Leclerq)

  - Thomas Jouannet: commissaris Thomas Leclercq
  - Martin Verset: Arthur Leclercq
- Politie
  - Afdeling moordzaken
    - Nganji Mutiri : divisiecommissaris
    - Cyril Lecomte : inspecteur Gabriël Deville
    - Mariama Gueye : inspecteur Amina Dequesne
    - Osama Kheddam : inspecteur Fred Fontaine
    - Wanja Mues : forensisch patholoog Alexander Brandt
    - Aïssatou Diop : Chirine

  - Afdeling vermiste personen
    - Fred Bianconi : commissaris Maxime Lecomte

  - Afdeling Interne Zaken
    - Soufian El Boubsi : Omar Benali
    - Philippe Resimont : Claude Vautier

## Productie

### Ontstaan en ontwikkeling
De serie is een Frans-Duits-Belgische coproductie, hoofdzakelijk opgenomen aan de Vlaamse kust, maar met voornamelijk Franse acteurs.
De serie werd geschreven door de Vlaamse scenarioschrijver Paul Piedfort, geregisseerd door de Vlaamse regisseur Frank Van Mechelen met een overwegend Vlaamse crew, en gecoproduceerd door de Franstalige afdeling van het Vlaamse productiehuis De Mensen. Naar eigen zeggen was dit de eerste keer dat een Belgisch productiehuis een high-end detectiveserie rechtstreeks voor buitenlandse zenders produceerde.
De dialogen zijn van Marie-Anne Le Pezennec.
In november 2023 liet France 3 weten dat er een derde seizoen werd ontwikkeld. 

### Opnames
De opnames voor seizoen 1 vonden plaats tussen 10 agustus en 6 november 2020 in de Belgische steden Oostende, Koksijde, Antwerpen, Brugge, Brussel en Luik, hoewel de serie zich op een niet nader te noemen locatie in Frankrijk afspeelt.
Regisseur Frank Van Mechelen gaf in een interview aan dat hij trots was samen te kunnen werken met een internationaal topteam, op basis van een spannend scenario. De coronapandemie die tijdens de opnames volop heerste, had het productieteam volgens hem veerkrachtig gemaakt. Hij was er trots op dat de serie werd uitgezonden op de grote Duitse zender Das Erste, en later ook in Frankrijk en België.
De opnames van seizoen 2 vonden plaats tussen september en december 2022. .

## Ontvangst

### Uitzendingen
Het eerste seizoen werd in Duitsland uitgezonden op de zender Das Erste onder de titel Gefährliche Dünen ( Gevaarlijke duinen ) op 29 mei 2021 in de vorm van drie afleveringen met de titels Teuflischer Plan, Tödliche Wahrheit en Blutige Geschäfte.
In België werd het eerste seizoen uitgezonden in de vorm van zes afleveringen, op de zender La Une vanaf 7 novembre 2021. Het tweede seizoen werd uitgezonden vanaf 15 juni 2023. 
In Frankrijk werd seizoen 1 vanaf 9 november 2021 uitgezonden als drie afleveringen. Seizoen 2 werd vanaf  31 oktober 2023 uitgezonden.
In Nederland werd het eerste seizoen vanaf mei 2022 uitgezonden op NPO3 door KRO-NCRV en tevens te bekijken op NPO Start. Het tweede seizoen was via dezelfde kanalen te zien vanaf oktober 2024.

### Kritische ontvangst
Volgens Noémie Jadoulle van de RTBF speelde Alexia Barlier de rol van Sophie Cross accuraat en gevoelig, in een aangrijpende detectiveserie. 
Jean-Christophe Nurbel, van de website Bulles de culture, betitelde de serie als een nieuwe detectiveserie met een sterke en fragiele heldin, ondergedompeld in klassieke criminele intriges, en gekruid met een beetje spanning en verleiding.
Télé 7 jours noemde Sophie Cross een snelle, verslavende serie die deels gebaseerd is op de solide prestaties van actrice Alexia Barlier.
Télé Cable Sat roemde het scenario, dat volgens hen een effectief detectiveverhaal met een emotionele verhaallijn wist te combineren.